# Роторуа
Роторуа (англ. Rotorua, маор. Te Rotorua-nui-a-Kahumatamomoe) — місто та округ у Новій Зеландії, у регіоні Бей оф Пленті. Населення округу 68 500 осіб(оц.сер.2014) в урбанізованій зоні мешкає 56 200(оц.сер.2014). Площа округу: 2614,9 км², з них міська забудова займає 89,28 км². Місто розкинулося на Північному острові, на південному узбережжі затоки Пленті Тихого океану.

## Географія
Місто розташоване у зоні геотермальної активності.

## Історія
З самого початку свого розвитку створювалося як туристичний центр. Сьогодні це одне з найпопулярніших місць відпочинку не тільки новозеландців, але й туристів з багатьох країн світу. Природна мальовнича краса озер та гейзерів поєднується тут з добре налаштованою індустрією відпочинку й великою кількістю готелів та мотелів.

## У культурі
Джеральд Даррелл у своїй книзі «Шлях кенгуреняти» (англ. Two in The Bush) дав описання міста, котре він відвідав під час подорожі по Новій Зеландії.

## У Роторуа народились
Джин Баттен, жінка-пілот, яка стала відомою своїми рекордними перельотами.
Темуера Моррісон, кіноактор, найвідоміший як виконавець ролі Джанго Фетта у фільмах Зоряні війни. Епізод II: Атака клонів, Зоряні війни. Епізод III: Помста ситхів.
Кліфф Кертіс, актор («Бійтеся ходячих мерців») і продюсер.